# Wisla Krakov
Wisla Krakov (polsky Wisła Kraków) je polský fotbalový klub z města Krakov. V posledních letech je nejúspěšnějším polským fotbalovým klubem. Ve své historii vyhrál 13 polských mistrovských titulů, z toho sedm od roku 1999.

## Historie
Předchůdce dnešní Wisły Kraków byl fotbalový klub založený na podzim roku 1906 studenty 2. praktické školy pod vedením Józefa Szkolnikowského, který zároveň plnil roli kapitána. Tým hrál zápasy v modrých dresech a vešel tak ve známost jako Modří. V roce 1907 se klub spojil s dalším krakovským klubem, hrajícím v červených dresech a známým jako Červení. Oficiální barvou klubu se tak stala červená a klub začal používat jméno Wisła, celým jménem tehdy Towarzystwo Sportowe Wisła (česky Sportovní Společnost Wisła). Tým nastupoval v červených dresech s dvěma modrými hvězdami na počest toho, že klub vznikl sloučením dvou jiných klubů. V roce 1911 byly modré hvězdy nahrazeny jednou bílou hvězdou umístěnou na levé části dresu. V roce 1936 byl stanoven oficiální znak klubu sestávající z bílé hvězdy na červeném štítu s modrou stuhou na počest dvou zakládajících klubů.
V roce 1949 se klub přejmenoval na Gwardia Kraków, později v roce 1956 na GTS Wisła Kraków. Toto jméno nosil klub až do roku 1990, kdy se vrátil zpět k původnímu jménu: TS Wisla Kraków. Koncem devadesátých let pak klub zatím naposledy změnil jméno na Wisła Kraków SA (někdy Wisła Kraków SSA) v souvislosti se změnou ekonomického stavu klubu.
Klub měl úspěšná i neúspěšná období, dokázal vyhrát ligu i třikrát sestoupit do druhé ligy. Od roku 1998, kdy klub koupila společnost Tele-Fonika, je Wisła daleko nejúspěšnějším polským fotbalovým klubem, když v posledních 12 sezónách získala sedm mistrovských titulů a skončila třikrát druhá.
Na mezinárodní scéně se Wisła účastnila všech tří evropských pohárových soutěží. Největšího úspěchu dosáhla v sezóně 1978/79, kdy se dostala do čtvrtfinále Evropského poháru, kde vypadla s Malmö FF celkovým skóre 3:5 po dvou zápasech. V současné době byl klub blízko postupu do základní skupiny Ligy mistrů v sezóně 2005/06, když vypadla až za kontroverzních okolností v prodloužení rozhodujícího zápasu s řeckým Panathinaikosem. Wisła se jako polský mistr bude účastnit také příští sezóny Ligy mistrů, kde do soutěže zasáhne ve druhém předkole.

## Rivalita

### Svatá válka
Termín Svatá Válka se vztahuje k intenzivní rivalitě mezi dvěma kluby z Krakówa, Wisłou a Cracovií. Počátek této rivality se datuje už do roku 1906, kdy byly oba nejstarší polské kluby založeny. Termín byl zprvu užívaný k popisu rivality mezi krakówskými židovskými kluby Makkabi a Jutrzenka. Později obránce Jutrzenky přestoupil do Cracovie a použil termín k popisu derby s Wisłou. Fráze získala velkou popularitu mezi fanoušky obou klubů. V roce 2006 se odehrál zápas mezi Wisłou a Cracovií na oslavu stého výročí založení obou klubů. Na zápas dohlíželo téměř tisíc policistů ozbrojených vodními děly, dále několik helikoptér a policejních psů.

### Polské derby
Zápas mezi Wisłou a Legií Varšava je nejčastěji označován za největší rivalitu v polském klubovém fotbale. Jde o zápasy mezi nejúspěšnějšími kluby v Polsku v posledních letech a k jejich výbušnosti přispívá také rivalita mezi největšími polskými městy Krakówem a Varšavou.

## Stadion

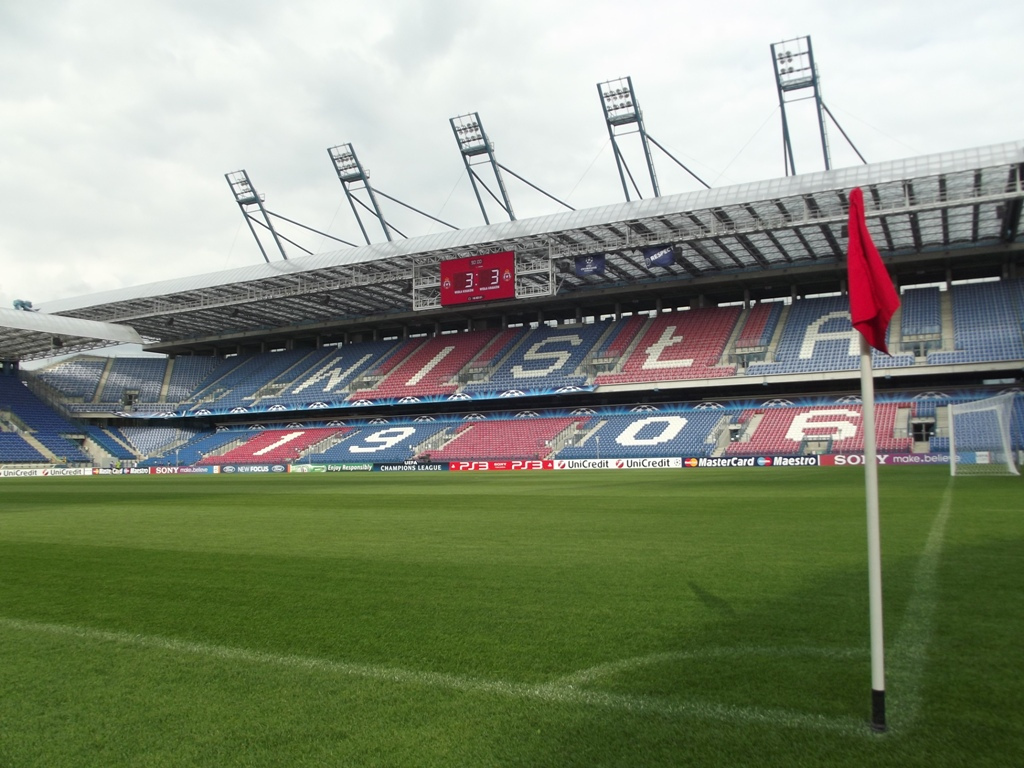
Městský stadion (Henryk Reyman)

Stadion Wisły byl postaven v roce 1953 a v současnosti má kapacitu 32 500 míst. Stadion byl vybrán jako náhradní stadion pro Mistrovství Evropy ve fotbale 2012, které se bude konat v Polsku a na Ukrajině. Rekord v návštěvnosti stadionu drží zápas Wisły s Celticem Glasgow z 29. září 1976, který sledovalo 45 000 diváků. Wisła zvítězila 2:0. Wisła je na svém stadionu velmi těžkým soupeřem k poražení a drží celoevropský rekord v domácích zápasech bez porážky. Série 73 zápasů začala na podzim 2001 a skončila 11. listopadu 2006, kdy Wisłu porazil GKS Bełchatów 4:2.

## Úspěchy

### Národní
- 1. liga (Ekstraklasa):
  - Mistr (13)*: 1927, 1928, 1949, 1950, 1978, 1999, 2001, 2003, 2004, 2005, 2008, 2009, 2011
  - Vicemistr (12): 1923, 1930, 1931, 1936, 1947, 1948, 1951, 1966, 1981, 2000, 2002, 2006

(V roce 1951 Wisła skončila první v lize, ale mistrovský titul byl udělen vítězi poháru, kterým se stal Ruch Chorzów)
- Polský fotbalový pohár:
  - Vítěz (4): 1926, 1967, 2002, 2003, 2024
  - Poražený finalista (6): 1951, 1954, 1979, 1984, 2000, 2008
- Polský Superpohár:
  - Vítěz (1): 2001[1]
  - Poražený finalista (3): 1999, 2004, 2008
- Puchar Ekstraklasy:
  - Vítěz (1): 2001[2]
  - Poražený finalista (1): 2002[2]

### Mezinárodní
- PMEZ:
  - Čtvrtfinále (1): 1979
- Pohár vítězů pohárů:
  - Osmifinále (2): 1968, 1985
- Pohár UEFA:
  - Osmifinále (1): 2003
- Pohár Intertoto:
  - Vítěz (3): 1970, 1971, 1973

## Česká stopa
Wisłu vedlo v historii několik českých trenérů – František Koželuh (1929–1934), Otakar Škvain-Mazal, Josef Kuchynka (1948–1950 a 1958–1959), Karel Finek (1960–1961), Karel Kolský (1963–1964) a naposledy Verner Lička (2005). Za klub také hrál český fotbalista Tomáš Jirsák (2007–2012). V letech 2015–2018 působil pod Wawelem útočník Zdeněk Ondrášek.